# ハインリヒ・ラング
ハインリヒ・ラング（Heinrich Lang、1838年4月24日 - 1891年7月8日）は、ドイツの画家。戦場での馬を描いた作品や働く馬を描いた作品で知られている。

## 略歴
バイエルン王国のレーゲンスブルクで生まれた。17歳の時ベルリンを訪れ、動物を得意とする画家のカール・シュテフェック(1818-1890)のスタジオを訪れ、絵に興味を持ったとされる。1855年から1857年の間、ミュンヘン美術院で学び、家畜のいる風景を描いたフリードリヒ・フォルツ(1817-1886)やフランツ・アダム(1815-1886)らの指導も受けた。ミュンヘン大学の獣医学部で馬の解剖学も学んだ。ヨーロッパの郵便馬車事業を担ったプリンツ・フォン・トゥルン・ウント・タクシス家の放牧場で少年時代に乗馬を習ったことがあり、レーゲンスブルクやヴュルテンベルクの放牧場を再び訪れ、馬の動きを研究した。
1860年代にはハンガリーを何度か旅し、馬のいる大平原（プスタ）の風景を描いた。パリでも働き、アドルフ・シュライヤーと知り合い、1866年と1868年にはパリのサロンに作品を出展した。1870年に普仏戦争が始まると、戦争画家として働き、戦争の後はサーカスの情景も描いた。
最初の妻が亡くなった後、1883年に風景画家のティナ・ブラウ(1845-1916)と結婚し、晩年はミュンヘンでイラストレーターなどで働いた。

## 作品

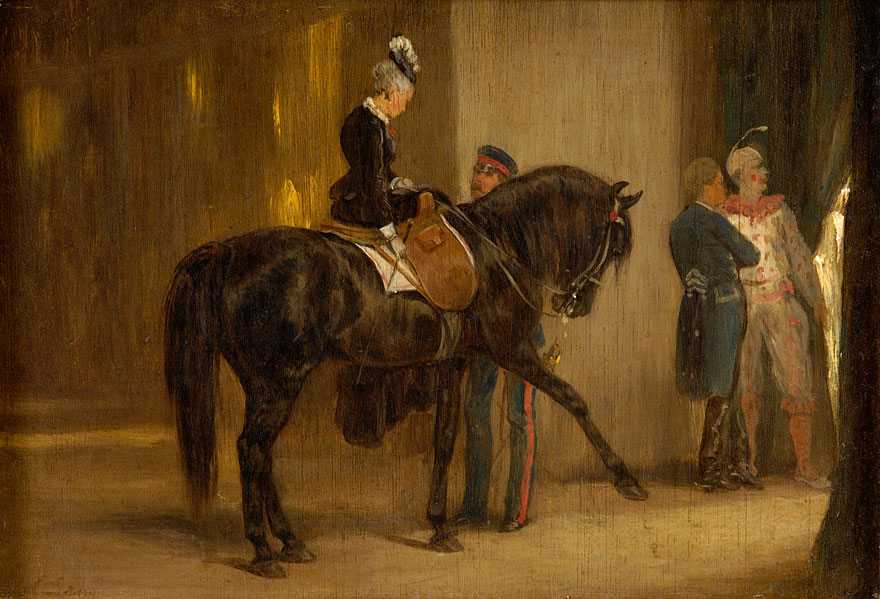
「サーカスの舞台への入場の前」
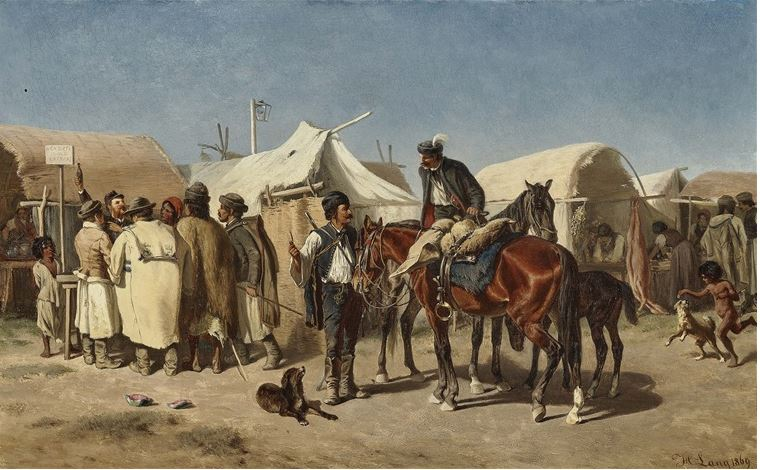
ハンガリーの馬市場
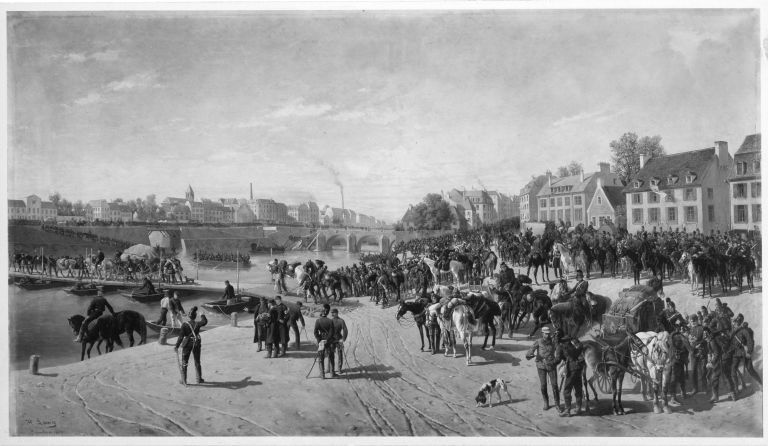
1870年にセーヌを渡河するバイエルン軍団